# La Horgne
La Horgne é uma comuna francesa na região administrativa de Grande Leste, no departamento Ardenas. Estende-se por uma área de 5,35 km². Em 2010 a comuna tinha 188 habitantes (densidade: 35,1 hab./km²).